# Vioolconcert (Kabalevski)
Het Vioolconcert in C majeur, opus 48 is het enige vioolconcert geschreven door de Russische componist Dmitri Kabalevski. De componist schreef in het concertgenre nog drie pianoconcerten en twee celloconcerten.
Het vioolconcert, dat hij schreef in 1948, bestaat uit drie delen:
- Allegro molto e con brio
- Andanto cantabile
- Vivace giocoso

## Geschiedenis
Veel van Kabalevski's muziek is speciaal voor kinderen geschreven, dan wel met de gedachte dat het geschikt moest zijn voor kinderen om naar te luisteren. Kabalevski schreef drie concerten speciaal voor de kinderen van de Sovjet-Unie eind jaren 40, begin jaren 50. Dit vioolconcert is in deze reeks het eerste; in 1949 volgde zijn eerste celloconcert en in 1952 het derde pianoconcert. Met deze "kinderconcerten" wilde Kabalevski de muziekmakende jeugd wat meer meegeven dan de standaardetudes die gewoonlijk in de Sovjet-Unie gespeeld werden.
De première van het concert had plaats in de winter van 1948. Solist was de 18-jarige Igor Bezrodny. Het vioolstuk kreeg een grote bekendheid nadat David Oistrach het uitvoerde en daarmee uitdroeg dat een professionele violist het stuk goed genoeg vond om het te spelen. Hoewel het een "kindervioolconcert" is, is het geen gemakkelijk stuk.

## Het concert
Venijnige ritmiek voert de boventoon in het Allegro molto e con brio die in een sonatevorm is opgebouwd.
Het Andanto cantabile is in drie delen verdeeld. Het tweede deel bevat een spannende kruiperige passage.
In het Vivace giocoso mag de violist laten zien wat hij in huis heeft in een cadenza.
Het vrolijke vioolconcert dat onder andere door het gebruik van veel trompetgeschal een vrolijkheid uitstraalt, duurt ongeveer 15 minuten, wat het een erg kort vioolconcert maakt.